# 보건복지부장관의 2002년도 최저생계비 고시에 대한 헌법재판소 판례
보건복지부장관의 2002년도 최저생계비 고시에 대한 헌법재판소 판례는 2002년도 국민기초생활보장법상의 최저생계비 고시에 관한 헌법재판소 판례이다.

## 사실관계
청구인 장애자와 장애자의 가족인 비장애자는 국민기초생활보장법에 따른 생계급여 수급자로 선정되어 그 무렵부터 생계급여를 지급받고 있는데 보건복지부장관은 보건복지부고시 제2001-63호로 2002년도 국민기초생활보장법상의 최저생계비를 결정ㆍ공표하자 청구인들은 위 최저생계비 고시가 청구인들의 인간으로서의 존엄과 가치 및 행복추구권, 인간다운 생활을 할 권리 및 평등권을 침해하는 것이라고 주장하면서 헌법소원심판을 청구하였다.

## 해설
행정규칙의 일종인 고시는 행정기관 내부의 의사표시에 불과하기 때문에 원칙적으로 법규성을 가지지 못하나, 사안과 같이 실질적으로 국민의 자유와 권리에 관련되는 것일 때에는 법규성을 인정하여 사법심사의 대상으로 삼을 수 있으며 헌법재판소는 1994년 생계보호기준 위헌확인 사건과 동일하게 기각결정을 하였다..